# Rizzoli & Isles
Rizzoli & Isles foi uma série televisiva estadunidense da TNT, baseada na série de romances de Tess Gerritsen, que contava a história de uma detetive da polícia de Boston e uma médica legista que combinam suas habilidades e talento para resolver assassinatos. 

## Informações sobre a Série
Rizzoli & Isles estreou no Brasil dia 6 de abril de 2011 no canal Space, e foi exibida em TV aberta pelo canal SBT e na TV por assinatura pelos canais TNT Séries e A&E. Em Portugal a estreia foi em junho de 2011, no canal Fox Life.
O ator Lee Thompson Young, que interpretava o Detetive Frost, cometeu suicídio no dia 19 de Agosto de 2013. Diante da comoção causada por esse fato junto ao elenco e ao público, os produtores do seriado optaram por fazer uma pausa na gravação de novos episódios. Os episódios da quarta temporada voltaram a ser exibidos dia 25 de fevereiro de 2014 na televisão norte-americana.
Antes do final na quarta temporada a TNT anunciou a renovação da série para mais uma temporada.
Em 9 de dezembro de 2014 a TNT anunciou a renovação da série para uma sexta temporada, prevista para 18 episódios, o que a tornaria a temporada mais longa de toda a série.
Em 22 de julho de 2015 a TNT anunciou a renovação da série para uma sétima temporada, mais curta, com 13 episódios previstos.
Em 7 de janeiro de 2016 foi anunciado oficialmente pela TNT que a série seria encerrada ao final da sétima temporada. O episódio final da série foi exibido em 5 de setembro de 2016 na TV americana.

## Enredo
Personalidades muito diferentes fazem a relação entre a detetive Jane Rizzoli (Angie Harmon) e a médica legista Maura Isles (Sasha Alexander) tão eficaz. Jane, a única policial feminina na Divisão de Homicídios de Boston, é dura, implacável e raramente baixa sua guarda, enquanto a impecavelmente bem vestida Maura apresenta um temperamento por vezes gelada – ela se sente, afinal, mais confortável entre os mortos do que vivos. Juntas, as amigas Jane e Maura criaram uma relação peculiar e de apoio. E combinam seus conhecimentos para resolver os casos mais complexos de Boston. O elenco conta ainda com Jordan Bridges e Bruce McGill. 

## Elenco
- Angie Harmon - Jane Clementine Rizzoli
- Sasha Alexander - Maura Dorothea Isles
- Bruce McGill - Vincent "Vince" Walter Korsak
- Lee Thompson Young - Barold "Barry" Frost
- Jordan Bridges - Francesco "Frankie" Rizzoli, Jr.
- Lorraine Bracco - Angela Rizzoli
- Chazz Palminteri - Frank Rizzoli, Sr.
- Billy Burke - Gabriel Dean
- Michael Massee - Charles Hoyt
- Colin Egglesfield - Thomas "Tommy" Edward Rizzoli
- John Doman - Patrick "Paddy" Doyle
- Jacqueline Bisset - Constance Isles
- Brian Goodman - Sean Cavanaugh
- Sharon Lawrence - Dra. Hope Martin
- Darryl Alan Reed - Rondo
- Matthew Del Negro - Giovanni Gilberti
- Idara Victor - Nina Holiday
- Chris Vance - Cassey
- Christina Chang - Kiki
- Gregory Harrison - Ron Hanson
- Adam Sinclair - Dr. Kent Drake

## Personagens
Personagens principais:
- Angie Harmon como Jane Clementine Rizzoli: é uma detetive da Unidade de Homicídios da Polícia de Boston. Filha mais velha de uma família ítalo-americana, Jane é impetuosa e brilhante, e muitas vezes teimosa, mas também uma mulher confiante e independente. É extremamente competitiva e jamais baixa a sua guarda com qualquer pessoa, a não ser com sua melhor amiga e confidente, Maura Isles. Embora seja atraente, Jane não dá sorte com o sexo oposto, e é alérgica a cães, mas acabou acolhendo um cão de rua chamado Jo Friday, que fora resgatado por seu ex-parceiro, Korsak. Jane lutou longa e arduamente para ganhar o respeito de seus colegas, mas é o seu relacionamento com sua mãe igualmente teimosa, Angela Rizzoli, que, por vezes revela-se sua maior dor de cabeça. Durante seu tempo na polícia, ela teve uma experiência traumática nas mãos de um assassino em série conhecido como "O Cirurgião", Charles Hoyt; Jane tem cicatrizes nas palmas das mãos, resultado de seu primeiro confronto com Hoyt, quando ele a prendeu ao chão cravando bisturis em suas mãos, e foi salva por seu então parceiro, Vince Korsak.
- Sasha Alexander como Dr. Maura Dorothea Isles: é a legista chefe da Comunidade de Massachusetts e perita forense do Departamento de Polícia de Boston. Maura é uma biblioteca ambulante, capaz de discorrer sobre qualquer assunto, não importando se é ou não relevante para o caso. Ela tem uma tartaruga de estimação chamada Bass, homenagem ao  renomado patologista forense William M. Bass. Maura é tranquila e tem um temperamento estável. Ela é adotada, filha única de uma família rica, e está sempre impecavelmente vestida, como se estivesse indo a uma sessão de fotos. Maura é o completo oposto de Jane, embora sejam as melhores amigas uma da outra. Maura é socialmente desajeitada e tem problemas com os homens, devido à sua honestidade desconcertante e ao hábito de revelar todas as suas condições médicas. Ela pode analisar raios-x e análise química do sangue, pode cortar os músculos e órgãos abertos, mas não possui nenhum bisturi com que dissecar emoções humanas. Mais tarde é revelado que seu pai biológico é um chefão do crime irlandês chamado Paddy Doyle, algo que ela descobre ao investigar a morte de seu meio-irmão.
- Lorraine Bracco como Angela Rizzoli: é a mãe de Jane, Frankie e Tommy. Angela é ferozmente protetora de seus filhos, dizendo que não dorme desde que Jane decidiu se tornar uma policial. Gostaria que Jane fosse um pouco mais feminina e está constantemente tentando arranjar encontros para ela. Angela trabalhou como cozinheira e garçonete na cantina do Departamento de Polícia de Boston, e a partir da sexta temporada passou a gerenciar o bar de Vince Korsak.
- Bruce McGill como Vincent "Vince" Walter Korsak: o ex-parceiro original de Jane Rizzoli e seu mentor não oficial. Os dois mantêm um vínculo estreito depois de anos de trabalho em conjunto, mas Korsak é claramente incomodado por não ser mais parceiro de Jane. Parece importar-se com ela como uma filha e é quase tão protetor com ela como Angela é. É revelado no piloto da série que ele salvou a vida dela de Hoyt. Korsak é capaz de largar tudo o que estiver fazendo para resgatar um animal, e gosta de assistir vídeos sobre cães na internet. Na 5ª temporada Korsak adquire um bar, o "Dirty Robber", que se torna o principal local de interação social dos personagens.
- Lee Thompson Young como Barold "Barry" Frost: segundo e novo parceiro de Jane Rizzoli. Um gênio quando se trata de computadores e tecnologia, mas tem pavor de cadáveres e fica doente com a visão de sangue. Ele é muito protetor de Jane e fica com ela como um parceiro leal. Em vista do suicídio do ator, fato que interrompeu temporariamente a produção da série, foi informado no início da quinta temporada que Frost morreu em um acidente de carro.
- Jordan Bridges como Francesco “Frankie” Rizzoli Jr.: é irmão de Jane e filho do meio da família Rizzoli. Admira Jane mas não gosta de ficar na sua sombra, especialmente enquanto tenta seguir seu próprio caminho na força policial. Como todos os homens na vida de Jane, Frankie é mais protetor com ela do que ela gostaria. Tornou-se policial contra a vontade de sua mãe, e vê Jane  como um modelo a seguir. Na quarta temporada Frankie é promovido a detetive.
- Brian Goodman como Sean Cavanaugh (personagem recorrente até a terceira temporada e principal na 4ª temporada): é tenente da Unidade de Homicídios do Departamento de Polícia de Boston. Ferozmente leal a Jane e um velho amigo de Korsak, Sean é capaz de ignorar as regras por sua equipe. É claramente interessado em Angela. Descobre-se depois que Sean perdeu sua esposa e filho em um incêndio provocado por Paddy Doyle, quando ele e Korsak eram novatos.
- Idara Victor como Nina Holiday: investigadora forense de cenas de crime, passa a integrar a equipe a convite de Korsak, após a morte de Barry Frost. É especialista em investigação digital e atuou como policial em Chicago antes de transferir-se para Boston. Na sétima temporada passa a manter um relacionamento amoroso com Frankie Rizzoli. Foi creditada como personagem recorrente na 5ª temporada e principal na 6ª e 7ª temporadas.
- Adam Sinclair como Kent Drake, legista e assistente de laboratório de Maura Isles após a morte de Susie Chang. É escocês e bem humorado, e por vezes demonstra um comportamento excêntrico. Atuou como médico socorrista no Afeganistão. Foi creditado como personagem recorrente na 6ª temporada e principal na 7ª temporada.

Personagens recorrentes:
- John Doman como Patrick "Paddy" Doyle: um chefe do crime irlandês-americano e pai biológico e protetor de Maura Isles.
- Jacqueline Bisset como Constance Isles: artista plástica e mãe adotiva de Maura Isles. Ela ama Maura, mas não consegue ter com ela uma relação estreita.
- Colin Egglesfield como Thomas "Tommy" Rizzoli: o irmão mais novo e problemático de Jane e Frankie; esteve preso por atropelar um padre quando dirigia embriagado. Após libertado volta a morar com a família, mas tem problemas frequentes com a bebida. É apaixonado por Maura.
- Chris Vance como Casey Jones: uma antiga paixão de Jane durante o liceu, reencontrou-se com ela durante a segunda temporada. Oficial do Exército dos EUA no Médio Oriente, ele voltou para Boston na terceira temporada, mas terminou com Jane por causa de lesões que o deixaram parcialmente paralisado da cintura para baixo. Após uma cirurgia bem sucedida que lhe devolveu os movimentos, ele procurou novamente Jane e ambos tentaram retomar seu relacionamento. Jane chega a aceitar a proposta de casamento de Casey, porém, quando ele assume um cargo de comando nos Balcãs, Jane, mesmo estando grávida, decide terminar a relação por não querer desistir de sua carreira de detetive. Jane acabou por perder seu bebé após esforçar-se excessivamente durante um caso.
- Darryl Alan Reed como Rondo: é informador de Jane e tem acesso à informação no mundo do crime. É um sem-teto, tem uma personalidade cómica e sempre chama Jane de “Vanilla” (baunilha). Revela-se mais tarde que Rondo foi no passado um grande cantor de jazz.
- Billy Burke como Gabriel Dean: agente do FBI que trabalha frequentemente com os detetives de Homicídio de Boston, é claramente interessado em Jane Rizzoli.
- Chazz Palminteri como Francesco "Frank" Rizzoli, Sr.: pai de Jane, Frankie e Tommy. Ele possui e dirige uma empresa de canalizações chamada Rizzoli e Filhos. Ele e Angela  divorciaram-se na primeira temporada da série. Mais tarde, Frank tenta convencer Angela a anular o casamento para poder casar-se novamente numa cerimónia católica, pelo que é condenado por toda a família. No final da quarta temporada, comunicou que está com cancro de próstata, e, apesar da notícia, a família acha difícil esquecer as suas transgressões passadas.
- Michael Massee como Charles Hoyt: um ex-assassino em série, é o maior inimigo de Jane, a quem torturou e quase matou no primeiro confronto entre ambos. Mesmo atrás das grades, continuou a atormentá-la.
- Sharon Lawrence como Hope Martin: é a mãe biológica de Maura, e sempre acreditou que a filha havia morrido quando era bebé. Ela é uma  patologista forense de renome.
- Emilee Wallace como Cailin: filha de Hope e meia-irmã de Maura Isles. Maura anonimamente doou um de seus rins para Cailin para salvar sua vida.
- Alexandra Holden como Lydia Sparks: uma jovem mulher que estava grávida quando fez amizade com Angela. Logo é revelado que o filho que ela esperava seria de Tommy ou de Frank, ex-marido de Angela. Após o nascimento o bebé foi chamado de TJ ("Tommy Junior").
- Tina Huang como Susie Chang: criminalista sênior do laboratório de crime do Departamento de Polícia de Boston. É morta durante uma investigação em um episódio da 6ª temporada.
- Gregory Harrison como Ron Hanson, médico cardiologista e namorado de Angela nas temporadas 6 e 7.

## Episódios
| Temporada | Temporada | Episódios | Episódios | Originalmente exibido | Originalmente exibido  |
| Temporada | Temporada | Episódios | Episódios | Estreia da temporada  | Final da temporada     |
| --------- | --------- | --------- | --------- | --------------------- | ---------------------- |
|           | 1         | 10        | 10        | 12 de julho de 2010   | 13 de setembro de 2010 |
|           | 2         | 15        | 15        | 11 de julho de 2011   | 26 de dezembro de 2011 |
|           | 3         | 15        | 15        | 5 de junho de 2012    | 25 de dezembro de 2012 |
|           | 4         | 16        | 16        | 25 de junho de 2013   | 18 de março de 2014    |
|           | 5         | 18        | 18        | 17 de junho de 2014   | 17 de março de 2015    |
|           | 6         | 18        | 18        | 16 de junho de 2015   | 15 de março de 2016    |
|           | 7         | 13        | 13        | 6 de junho de 2016    | 5 de setembro de 2016  |

## Recepção da crítica
Rizzoli & Isles teve recepção geralmente favorável por parte da crítica especializada. Na 1ª temporada, em base de 17 avaliações profissionais, alcançou uma pontuação de 62% no Metacritic. Por votos dos usuários do site, atinge uma nota de 6.7, calculada de 74 votos e usada para avaliar a recepção do público.

## Prêmios e Indicações
| Ano  | Resultado | Indicação              | Categoria                                                        | Indicados ou Receptores                                           |
| ---- | --------- | ---------------------- | ---------------------------------------------------------------- | ----------------------------------------------------------------- |
| 2011 | Indicado  | Golden Reel Award      | Melhor edição de som – Música em formato curto para TV           | Robert Cotnoir (episódio 1.10 - When The Gun Goes Bang Bang Bang) |
| 2011 | Vencedor  | Gracie Award           | Destaque – Produtor de Série de Entretenimento                   | Janet Tamaro (Produtora) e TNT                                    |
| 2012 | Vencedor  | Gracie Award           | Destaque – Atriz em papel principal – Série de Drama ou Especial | Angie Harmon                                                      |
| 2012 | Indicado  | Young Artist Award     | Melhor performance em série de TV – Ator jovem convidado 18-21   | Cameron Monaghan                                                  |
| 2013 | Indicado  | NAMIC Vision Award     | Melhor Performance – Drama                                       | Lee Thompson Young                                                |
| 2014 | Indicado  | People's Choice Awards | Atriz favorita de Série de TV a Cabo                             | Angie Harmon                                                      |
| 2015 | Indicado  | People's Choice Awards | Drama favorito de TV a cabo                                      | Rizzoli & Isles                                                   |
| 2015 | Vencedor  | People's Choice Awards | Atriz favorita de Série de TV a Cabo                             | Angie Harmon                                                      |
| 2016 | Indicado  | People's Choice Awards | Drama favorito de TV a cabo                                      | Rizzoli & Isles                                                   |
| 2016 | Vencedor  | People's Choice Awards | Atriz favorita de Série de TV a Cabo                             | Sasha Alexander                                                   |